# Calificările pentru Campionatul Mondial de Fotbal 2018 (UEFA) – Grupa I
Grupa E este una din cele 9 grupe UEFA din calificările pentru Campionatul Mondial de Fotbal 2018. Din această grupă fac parte:  Islanda,  Kosovo,  Turcia,  Croația,  Finlanda și  Ucraina. 
Tragerea la sorți pentru prima fază (faza grupelor), a avut loc pe 25 iulie 2015, la Palatul Konstinovsky din orașul Sankt Petersburg, Rusia.
Câstigatorii de grupe se vor califica direct pentru Campionatul Mondial de Fotbal 2018. Cele mai bune echipe de pe locul doi se vor califica în play-off.

## Clasament
| Loc | Echipa       | MJ | V | E | Î | GM | GP | DG  | Pct | Calificare                                       |
| --- | ------------ | -- | - | - | - | -- | -- | --- | --- | ------------------------------------------------ |
| 1   | Islanda (Q)  | 10 | 7 | 1 | 2 | 16 | 7  | +9  | 22  | Calificare la Campionatul Mondial de Fotbal 2018 |
| 2   | Croația (A)  | 10 | 6 | 2 | 2 | 15 | 4  | +11 | 20  | Posibil Runda secundă                            |
| 3   | Ucraina (E)  | 10 | 5 | 2 | 3 | 13 | 9  | +4  | 17  |                                                  |
| 4   | Turcia (E)   | 10 | 4 | 3 | 3 | 14 | 13 | +1  | 15  |                                                  |
| 5   | Finlanda (E) | 10 | 2 | 3 | 5 | 9  | 13 | −4  | 9   |                                                  |
| 6   | Kosovo (E)   | 10 | 0 | 1 | 9 | 3  | 24 | −21 | 1   |                                                  |

1. ↑  Cele mai bune echipe de pe locul doi se vor califica în play-off.

## Meciurile
Meciurile au fost confirmate de UEFA la 26 iulie 2015, în ziua următoare extragerii.
| Croația            | 1–1                         | Turcia           |
| ------------------ | --------------------------- | ---------------- |
| Rakitić 44' (pen.) | Report (FIFA) Report (UEFA) | Çalhanoğlu 45+3' |

| Finlanda     | 1–1                         | Kosovo                |
| ------------ | --------------------------- | --------------------- |
| Arajuuri 18' | Report (FIFA) Report (UEFA) | V. Berisha 60' (pen.) |

| Ucraina        | 1–1                         | Islanda        |
| -------------- | --------------------------- | -------------- |
| Yarmolenko 41' | Report (FIFA) Report (UEFA) | Finnbogason 6' |

| Islanda                                           | 3–2                         | Finlanda          |
| ------------------------------------------------- | --------------------------- | ----------------- |
| Árnason 37' Finnbogason 90+1' R. Sigurðsson 90+6' | Report (FIFA) Report (UEFA) | Pukki 21' Lod 39' |

| Kosovo | 0–6                         | Croația                                                          |
| ------ | --------------------------- | ---------------------------------------------------------------- |
|        | Report (FIFA) Report (UEFA) | Mandžukić 6', 24', 35' Mitrović 68' Perišić 83' N. Kalinić 90+2' |

| Turcia                            | 2–2                         | Ucraina                           |
| --------------------------------- | --------------------------- | --------------------------------- |
| Tufan 45+1' Çalhanoğlu 81' (pen.) | Report (FIFA) Report (UEFA) | Yarmolenko 24' (pen.) Kravets 27' |

| Finlanda | 0–1                         | Croația       |
| -------- | --------------------------- | ------------- |
|          | Report (FIFA) Report (UEFA) | Mandžukić 18' |

| Ucraina                              | 3–0                         | Kosovo |
| ------------------------------------ | --------------------------- | ------ |
| Kravets 31' Yarmolenko 81' Rotan 87' | Report (FIFA) Report (UEFA) |        |

| Islanda                           | 2–0                         | Turcia |
| --------------------------------- | --------------------------- | ------ |
| Toprak 42' (aut.) Finnbogason 44' | Report (FIFA) Report (UEFA) |        |

| Croația             | 2–0                         | Islanda |
| ------------------- | --------------------------- | ------- |
| Brozović 15', 90+1' | Report (FIFA) Report (UEFA) |         |

| Turcia             | 2–0                         | Kosovo |
| ------------------ | --------------------------- | ------ |
| Yılmaz 51' Șen 55' | Report (FIFA) Report (UEFA) |        |

| Ucraina     | 1–0                         | Finlanda |
| ----------- | --------------------------- | -------- |
| Kravets 25' | Report (FIFA) Report (UEFA) |          |

| Croația        | 1–0                         | Ucraina |
| -------------- | --------------------------- | ------- |
| N. Kalinić 38' | Report (FIFA) Report (UEFA) |         |

| Kosovo    | 1–2                         | Islanda                                  |
| --------- | --------------------------- | ---------------------------------------- |
| Nuhiu 53' | Report (FIFA) Report (UEFA) | Sigurðarson 25' G. Sigurðsson 35' (pen.) |

| Turcia        | 2–0                         | Finlanda |
| ------------- | --------------------------- | -------- |
| Tosun 9', 13' | Report (FIFA) Report (UEFA) |          |

| Finlanda       | 1–2                         | Ucraina                     |
| -------------- | --------------------------- | --------------------------- |
| Pohjanpalo 72' | Report (FIFA) Report (UEFA) | Konoplyanka 51' Besedin 75' |

| Islanda       | 1–0                         | Croația |
| ------------- | --------------------------- | ------- |
| Magnússon 90' | Report (FIFA) Report (UEFA) |         |

| Kosovo       | 1–4                         | Turcia                                |
| ------------ | --------------------------- | ------------------------------------- |
| Rrahmani 22' | Report (FIFA) Report (UEFA) | Șen 7' Ünder 31' Yılmaz 61' Tufan 82' |

| Finlanda | 1–0                         | Islanda |
| -------- | --------------------------- | ------- |
| Ring 8'  | Report (FIFA) Report (UEFA) |         |

| Croația  | 1–0                         | Kosovo |
| -------- | --------------------------- | ------ |
| Vida 74' | Report (FIFA) Report (UEFA) |        |

| Ucraina             | 2–0                         | Turcia |
| ------------------- | --------------------------- | ------ |
| Iarmolenko 18', 42' | Report (FIFA) Report (UEFA) |        |

| Islanda             | 2–0                         | Ucraina |
| ------------------- | --------------------------- | ------- |
| Sigurðsson 47', 66' | Report (FIFA) Report (UEFA) |         |

| Kosovo | 0–1                         | Finlanda  |
| ------ | --------------------------- | --------- |
|        | Report (FIFA) Report (UEFA) | Pukki 83' |

| Turcia    | 1–0                         | Croația |
| --------- | --------------------------- | ------- |
| Tosun 75' | Report (FIFA) Report (UEFA) |         |

| Croația       | 1–1                         | Finlanda  |
| ------------- | --------------------------- | --------- |
| Mandžukić 57' | Report (FIFA) Report (UEFA) | Soiri 90' |

| Kosovo | 0–2                         | Ucraina                            |
| ------ | --------------------------- | ---------------------------------- |
|        | Report (FIFA) Report (UEFA) | Paqarada 60' (aut.) Iarmolenko 88' |

| Turcia | 0–3                         | Islanda                                   |
| ------ | --------------------------- | ----------------------------------------- |
|        | Report (FIFA) Report (UEFA) | Guðmundsson 32' Bjarnason 39' Árnason 50' |

| Finlanda                    | 2–2                         | Turcia         |
| --------------------------- | --------------------------- | -------------- |
| Arajuuri 76' Pohjanpalo 88' | Report (FIFA) Report (UEFA) | Tosun 57', 83' |

| Islanda                        | 2–0                         | Kosovo |
| ------------------------------ | --------------------------- | ------ |
| Sigurðsson 40' Guðmundsson 68' | Report (FIFA) Report (UEFA) |        |

| Ucraina | 0–2                         | Croația           |
| ------- | --------------------------- | ----------------- |
|         | Report (FIFA) Report (UEFA) | Kramarić 62', 70' |

## Marcatorii
Au fost marcate 70 goluri în 30 meciuri.
6 goluri
- Andriy Yarmolenko

5 goluri
- Mario Mandžukić
- Cenk Tosun

4 goluri
- Gylfi Sigurðsson

3 goluri
- Alfreð Finnbogason
- Artem Kravets

2 goluri
- Marcelo Brozović
- Nikola Kalinić
- Andrej Kramarić
- Paulus Arajuuri
- Joel Pohjanpalo
- Teemu Pukki
- Kári Árnason
- Jóhann Berg Guðmundsson
- Hakan Çalhanoğlu
- Volkan Șen
- Ozan Tufan
- Burak Yılmaz

1 gol
- Matej Mitrović
- Ivan Perišić
- Ivan Rakitić
- Domagoj Vida
- Robin Lod
- Alexander Ring
- Pyry Soiri
- Birkir Bjarnason
- Hörður Björgvin Magnússon
- Björn Bergmann Sigurðarson
- Ragnar Sigurðsson
- Valon Berisha
- Atdhe Nuhiu
- Amir Rrahmani
- Cengiz Ünder
- Artem Besyedin
- Yevhen Konoplyanka
- Ruslan Rotan

1 autogol
- Leart Paqarada (Jucând contra Ucrainei)
- Ömer Toprak (Jucând contra Islandei)